# Roger Carvalho
Roger de Carvalho (* 10. Dezember 1986 in Arapongas) ist ein brasilianischer Fußballspieler. Er spielt auf der Position eines Innenverteidigers.

## Karriere
Carvalho begann mit dem Fußballspiel im Nachwuchsbereich des Iraty SC. Hier wurde er im November 2006 mit einem Profivertrag ab 2007 für zwei Jahre ausgestattet. Sein Debüt als Profi gab er als Leihspieler beim Rio Branco SC in der Staatsmeisterschaft von Paraná 2007. Ein Nachweis für Spiele in dem Turnier liegt nicht vor. Dafür soll er in zwei Spielen des Copa do Brasil 2007 angetreten sein. Demnach hat er sein erstes Profispiel am 21. Februar 2007 gegen den Avaí FC bestritten. In der Partie wurde er in der 55. Minute für Cleomir ausgewechselt. In der Saison 2008 wechselte er dann zum Tombense FC, welcher ihn bis Jahresende 2020 an diverse Klubs auslieh. Seine erste Stadion wurde der unterklassige CD Olivais e Moscavide in Portugal. Zum Jahresanfang kehrte er zur Austragung der Staatsmeisterschaft von Minas Gerais nach Brasilien, in der er für den Guarani EC (MG) in sechs Partien antrat. Danach wechselte zum Figueirense FC. Mit dem Klub spielte er erstmals in der zweiten Liga Brasiliens. In der Série B 2009 war Carvalho nur Reservespieler. Im nächsten Jahr entwickelte er sich zum Stammspieler des Klubs und erhielt im Dezember eine Vertragsverlängerung bis Jahresende 2011 bei Figueirense. In der Série B 2010 trat er in 34 von 38 möglichen Spielen an und erzielte vier Tore. Der Klub erreichte den zweiten Platz und damit die Qualifikation zur Série A 2011. In der obersten Spielklasse Brasiliens gab Carvalho am 4. Juni 2011 seinen Einstand. Im Heimspiel gegen Atlético Goianiense am dritten Spieltag wurde er in der 78. Minute für Aloísio eingewechselt.
Nach dem Vertragsende bei Figueirense ging es für Carvalho wieder nach Europa. Der CFC Genua lieh ihn bis zum Ende der Serie A 2011/12 aus. Gemäß einem Artikel vom Januar 2012 sei Carvalho, neben seiner brasilianischen, auch im Besitz der Staatsbürgerschaft eines europäischen Landes, so dass die Ausländerregelung für ihn nicht zur Geltung kam. Für den italienischen Klub lief erstmals am 15. Februar 2012 auf. Im Auswärtsspiel gegen Atalanta Bergamo fand er sich in der Anfangsformation wieder. Bis zum Saisonende trat er noch acht Mal an, davon sechs Mal in der Startelf. Danach verließ er den Klub, blieb aber im Land. Carvalho wurde an Genuas Ligakonkurrenten FC Bologna ausgeliehen. Der Kontrakt erhielt eine Laufzeit über ein Jahr und enthielt eine Kaufoption. Bei dem Klub fand er sich hauptsächlich auf der Reservebank wieder. In der der Serie A 2012/13 kam nur auf sechs Spiele und im Coppa Italia 2012/13 auf zwei (keine Tore). Am 8. Mai 2013 verletzte er sich im Spiel gegen den SSC Neapel. Daraufhin sah Bologna vom ziehen der Kaufoption ab.
Carvalho kehrte daraufhin in seine Heimat zurück. Im August 2013 gab der FC São Paulo seine Leihe bekannt. Dieses in dem Bewusstsein, dass der Spieler, aufgrund einer Operation am rechten Oberschenkel, frühestens ab November des Jahres wieder zur Verfügung stehen würde. Tatsächlich stand er am letzten Spieltag der Série A 2013 im Kader (ohne Einsatz). Im Februar 2014 trat er dann in zwei Spielen der Staatsmeisterschaft von São Paulo an, wurde danach aber nicht mehr berücksichtigt. Auch nicht in der Série A 2014. Er ging Anfang August dann zum Ligakonkurrenten EC Vitória. Der Kontrakt wurde bis Jahresende befristet und enthielt die Option auf eine Verlängerung. Vitória belegte in der Meisterschaft nur den 17. Platz und musste in die Série B 2015 absteigen. Deshalb wurde die Option nicht gezogen.
Zum Jahresanfang 2015 ging Carvalho nach Rio de Janeiro zum Botafogo FR. Auch der Klub hatte aus der Série A 2014 absteigen müssen. Botafogo gelang der direkte Wiederaufstieg als Meister der Série B 2015. Hier bestritt er 22 von 38 Spiele und erzielte vier Tore. In der Série A 2016 trat er aber nicht für Botafogo an, die SE Palmeiras hatte ihn Anfang des Jahres als Leihspielers übernommen. Der Kontrakt erhielt eine Laufzeit über ein Jahr. Palmeiras setzte ihn in der Folge aber kaum ein. So kam er beim Titelgewinn der Série A 2016 ohne Einsatz 13 Mal auf der Bank. Zur Saison 2017 ging seine Reise weiter. Der Spieler kam zu Atlético Goianiense. Dieser hatte die Série B 2016 gewonnen und damit die Spielberechtigung in der Série A 2017. Im Spiel beim Fluminense FC am 5. August erlitt er einen Achillessehnenriss. Infolgedessen fiel er für den Rest der Saison aus.
Zur Saison wechselte Carvalho zum Fortaleza EC. Hier bekam er einen Einjahresvertrag. Mit Fortaleza gewann er die Série B 2018 (elf Spiele, keine Tore). Auch wenn er über die Rolle eines Reservespielers nicht hinauskam, wurde seine Leihe im Dezember verlängert. Bei der Konstellation blieb auch 2019, inklusive der Verlängerung bis Jahresende 2020. Dieses trotz eines Kreuzbandrisses, welchen er sich am 15. Spieltag der Série A 2019 am 17. August gegen den SC Internacional zuzog. Am Ende dieser Leihe wurde sein Vertrag für 2021 nicht nochmals verlängert.
Ab der Saison 2021 trat Carvalho für seinen Stammklub Tombense in der Staatsmeisterschaft und der Série B an. Im Januar 2024 gab der EC Água Santa seine Verpflichtung bekannt. Hier trat er in der Staatsmeisterschaft an und ging für die Série C 2024 wieder zu Tombense.

## Erfolge
Botafogo
- Taça Guanabara: 2015
- Série B: 2015

Palmeiras
- Campeonato Brasileiro de Futebol: 2016

Fortaleza
- Série B: 2018
- Staatsmeisterschaft von Ceará: 2019, 2020
- Copa do Nordeste: 2019